# 문앙
문앙(文鴦, 238년 ~ 291년 3월 8일)은 중국 삼국 시대 조위 ~ 서진의 무장으로, 자는 차건(次騫)이며, 예주(豫州) 초국(譙國) 초현(譙縣) 사람이다. 앙(鴦)은 아명이고, 실제로 사용한 이름은 숙(淑, 俶)이나 《삼국지(三國志)》·《진서(晉書)》 등에서는 아명으로 기록되어 있다. 조위의 무장 문흠(文欽)의 아들이다.

## 생애
정원(正元) 2년(255) 봄, 문흠과 관구검(毌丘儉)이 반란을 일으키자 조위에서는 우선 연주자사(兗州刺史) 등애(鄧艾)를 보내어 반란군을 막게 하였다. 등애는 만여 명의 군사를 이끌고 낙가성(樂嘉城)에 도착하여 부교를 놓고 사마사(司馬師)가 도착하기만을 기다렸는데, 이는 위군의 숫자를 적게 보이게 하고 반란군을 끌어들이려는 술책이었다. 문흠은 반란군에 비해 위군의 수가 적은 것을 보고 낙가성을 공격하려 했으나, 도착했을 때 이미 사마사의 대군이 당도해 있는 것을 보고 무척 당황스러워하였다.
문앙은 이때 겨우 열여덟 살이었는데, 문흠에게 사마사의 진압군이 아직 안정되지 않았으니 공격하면 이길 수 있다고 하였다. 문흠은 전군을 둘로 나누고 문앙을 선봉으로 삼아 밤에 사마사의 진영을 공격했는데, 문앙이 닥치는데로 적을 사살하며 용맹을 떨치니 사마사의 진영이 혼란에 빠졌다. 사마사가 크게 놀라서 어쩔 줄 몰라 하다가 병을 앓던 눈알이 튀어나오자, 다른 사람들이 알까 두려워서 이불을 악물고 참았다. 그러나 문흠이 제때 문앙을 도와주지 못하자 군사들을 이끌고 후퇴했다.
사마사가 좌장사(左長史) 사마반(司馬班)에게 기병 8천으로 쫓게 하자, 문앙은 혼자 적군 속에 뛰어들어 백여 명을 죽이고 나왔다가 다시 들어가서 백여 명을 죽이고, 이와 같은 행동을 수차례 되풀이하자 위군 병사들이 두려워하여 더 쫓지 못하고 돌아왔다. 그러나 문흠은 끝내 사마사에게 패하고 말았다. 문흠이 마침 동흥(東興)에 나와 있던 동오(東吳)의 실권자 손준(孫峻)에게 항복하자, 문앙 또한 오나라로 갔다.
태평(太平) 2년(257), 조위의 정동장군 제갈탄(諸葛誕)이 수춘(壽春)에서 반란을 일으키고 아들 제갈정(諸葛靚)을 오나라에 인질로 보내면서 구원을 청하자, 손침(孫綝)의 명령으로 문흠과 함께 제갈탄을 돕게 되었다. 그러나 문흠이 제갈탄과 사이가 벌어져 죽임을 당하자, 소성(小城)에 주둔하고 있던 문앙은 동생 문호(文虎)와 함께 성을 넘어와 사마소(司馬昭)에게 항복하였다. 사마소는 문앙이 형 사마사의 병을 악화시켜 죽게 만든 일을 기억하고 있었으나, 수춘 함락에 이용할 목적으로 그들을 받아들여 장군으로 삼고 관내후(關內侯)에 봉했다.
문앙은 문호와 함께 수춘성 주변을 돌며 항복을 권유하였다. 반란군 병사들은 사마소가 원한을 가졌던 문앙이 벼슬을 받은 것을 보고 크게 동요하여 항복하는 사람이 늘어났고, 사마소가 수춘성에 가까이 와도 활을 쏘지 않았다. 반란군의 사기가 크게 꺾인 것을 본 사마소가 총공격을 가하자 수춘성은 금세 함락되었다.
태시(泰始) 6년(270), 선비(鮮卑)의 독발수기능(禿髮樹機能)이 호열(胡烈)의 군사를 격파하여 호열이 전사하고, 이듬해 양주(凉州)의 이민족들과 호응하여 양주자사(凉州刺史) 견홍(牽弘)이 이끄는 군사를 청산(靑山)에서 포위하여 궤멸시켜 견홍 역시 죽었다. 이로 인하여 양주 지역은 이민족과의 싸움으로 여러 해 동안 혼란스러워졌다.
함녕(咸寧) 3년(277), 평로호군(平虜護軍) 문앙은 양주(涼州)와 옹주(雍州)의 군사들을 이끈 사마준(司馬駿)의 명령으로 독발수기능을 위협해 이민족 20만 명의 항복을 받았다.

### 원한
동안공(東安公) 사마요(司馬繇)는 낭야왕(琅邪王) 사마주(司馬伷)의 아들인데, 사마주의 아내가 제갈탄의 딸이므로 제갈탄의 외손자이기도 했다. 사마요는 문앙의 항복이 수춘성의 사기를 크게 떨어뜨려 성이 함락되고 제갈탄이 죽은 일과, 오나라에 인질로 갔던 제갈정이 오나라가 멸망한 후 초야에 묻혀 지내다 죽은 일로 문앙에게 원한을 품고 있었다.

### 죽음
원강(元康) 원년(291) 3월 8일, 사마요는 황후 가남풍(賈南風)의 명령으로 3월 8일 정변을 일으켜 당시 서진의 실권자였던 양준(楊駿)과 그를 따르던 사람들을 죽였다. 이날 사마요의 판단으로 죽고 사는 것이 결정되었는데, 동이교위(東夷校尉) 문앙은 양준 일파로 몰려 죽고 삼족 역시 화를 당하였다.

## 가계

### 관련 인물
문호　문흠

## 《삼국지연의》 속 문앙
삼국지연의에서는 문앙을 8척 장신의 사내이며, 구리 채찍과 장창을 휘두르며 싸우는 소년 장군으로 묘사하고 있다. 또 사마소에게 항복할 때 정사 삼국지를 비롯한 역사기록에서는 사마소가 문앙을 죽이라는 말을 물리치고 벼슬을 주는 것으로 나와 있으나, 삼국지연의에서는 사마소가 문앙을 죽이려 하다가 종회(鍾會)의 권유로 항복을 받아들이는 것으로 나와 있다.

## 같이 보기
- 삼국지 인물 목록